# 排他的経済水域及び大陸棚の保全及び利用の促進のための低潮線の保全及び拠点施設の整備等に関する法律
排他的経済水域及び大陸棚の保全及び利用の促進のための低潮線の保全及び拠点施設の整備等に関する法律（はいたてきけいざいすいいきおよびたいりくだなのほぜんおよびりようのそくしんのためのていちょうせんのほぜんおよびきょてんしせつのせいびとうにかんするほうりつ、平成22年6月2日法律第41号）は、排他的経済水域 (EEZ) および大陸棚の保全および利用の促進に関する日本の法律である。略称は低潮線保全・拠点施設整備法。沖ノ鳥島保全法とも呼ばれる。
日本のEEZの権益を守るため、日本最南端の沖ノ鳥島、最東端の南鳥島の離島保全を図ることを目的としている。沖ノ鳥島をめぐっては、中華人民共和国が「岩にすぎない」とかねて主張しており、本法により島であることを内外に示すねらいもある。
2010年5月18日に衆議院を全会一致で通過し、同年5月26日に参議院本会議において全会一致で可決し、成立した。
低潮線の保全などの規定を除き、平成22年政令第156号により、2010年6月24日に施行された。

## 主務官庁
- 内閣総合海洋政策本部 - 実務は内閣府総合海洋政策推進事務局が担当[3]
- 国土交通省総合政策局海洋政策課

内閣府沖縄振興局（旧・沖縄開発庁）および沖縄総合事務局、国土交通省水管理・国土保全局京浜河川事務所、小笠原総合事務所、海上保安庁海洋情報部海洋情報課など他省庁に加え、東京都総務局行政部振興企画課、産業労働局農林水産部水産課、東京都小笠原村など関係自治体と連携して執行にあたる。

## 基本計画
政府は、低潮線の保全及び拠点施設の整備等に関する施策の基本計画を定めなければならない（第3条）と定めている。基本計画は、2010年7月13日に閣議決定された。計画では、「海洋立国を目指す我が国は、長期的かつ戦略的な視点を持って、排他的経済水域等の保全及び利用を推進することが必要」と指摘している。

## 低潮線の保全
もっとも潮が引いたときの海岸線である低潮線がEEZ設定の基準となるため、低潮線の周辺水域を保全区域として指定するよう規定している。低潮線保全区域内で海底の掘削等の行為をしようとする者は、国土交通大臣の許可を受けなければならない（第5条）。許可を受けずに海底の掘削等の行為をした者、許可に付した条件に違反した者、偽りその他不正な手段により許可を受けた者に対し、国土交通大臣は行為の中止や、施設の撤去、原状の回復等を命ずることができる（第7条）。
なお、基本計画では、日本政府が領有権を主張しているものの他国が実効支配をしている北方領土及び竹島の周辺海域については、法第2条第7項の「やむを得ない事情により、海底の地形、地質その他の低潮線及びその周辺の自然的条件について、調査によってその確認を行うことができない海域」に該当するとして、区域指定を行わないとしている。

## 特定離島港湾施設の整備
EEZの設定や資源開発に関係する離島を、政令で「特定離島」に指定し、国が護岸工事等の港湾施設の建設、管理等を行うと定めている。「特定離島」については、平成22年政令第157号により、南鳥島及び沖ノ鳥島が指定されている。
特定離島港湾施設のある港湾のうち、国土交通大臣が公告した水域において、水域の占用等をしようとする者は、国土交通大臣の許可を受けなければならない（第9条）。また、当該水域内において、船舶等の廃棄や放置は禁じられている（第10条）。これらに違反した者に対し、国土交通大臣は、工作物等の撤去や原状回復を命ずることができる（第11条）。

## 罰則規定
許可を受けずに低潮線保全区域内で海底の掘削を行うなどの違反行為をした場合には、1年以下の懲役または50万円以下の罰金を科すなど、罰則規定も設けられている。